# Greatest Hits (álbum de Foo Fighters)
Greatest Hits es un álbum recopilatorio de la banda estadounidense Foo Fighters, lanzado oficialmente el 3 de noviembre de 2009. Contiene solamente dos temas nuevos, Wheels y Word Forward, y una versión acústica del clásico Everlong.
Wheels es el primer sencillo de este álbum, dándose a conocer por primera vez en un concierto en apoyo a Barack Obama, el 4 de julio de 2009. Fue oficialmente lanzado el 29 de septiembre de 2009.
Una versión deluxe del compilado incluye un libro y un DVD con algunas escenas de conciertos y vídeos de la banda. Contiene también el vídeo del sencillo Wheels, dirigido por Sam Brown, quien anteriormente dirigió para la banda el vídeo The Pretender.

## Lista de canciones
1. "All My Life" (del álbum One by One)
2. "Best of You" (del álbum In Your Honor)
3. "Everlong" (del álbum The Colour and the Shape)
4. "The Pretender" (del álbum Echoes, Silence, Patience and Grace)
5. "My Hero" (del álbum The Colour and the Shape)
6. "Learn to Fly" (del álbum There Is Nothing Left to Lose)
7. "Times Like These" (del álbum One by One)
8. "Monkey Wrench" (del álbum The Colour and the Shape)
9. "Big Me" (del álbum Foo Fighters)
10. "Breakout" (del álbum There Is Nothing Left to Lose)
11. "Long Road to Ruin" (del álbum Echoes, Silence, Patience and Grace)
12. "This Is a Call" (del álbum Foo Fighters)
13. "Skin and Bones" (del álbum Skin and Bones)
14. "Wheels"
15. "Word Forward"
16. "Everlong (versión acústica)"